# Miagrammopes albocinctus
Miagrammopes albocinctus es una especie de araña araneomorfa del género Miagrammopes, familia Uloboridae. Fue descrita científicamente por Simon en 1893.
Habita en Venezuela.